# Vlag van Acquoy

Dorpsvlag Acquoy

De vlag van Acquoy is de dorpsvlag van het Gelderse dorp Acquoy. Het is niet bekend sinds wanneer deze vlag in gebruik is.

## Beschrijving
De beschrijving van het wapen luidt als volgt:
In zilver twee beurtelings gekanteelde dwarsbalken van keel, in het schildhoofd vergezeld van een lopende hazewindhond van sabel.
De vlag bestaat uit een wit veld met in het midden het gemeentewapen afgebeeld.

## Symboliek
De Van Arkels speelden een grote rol in de geschiedenis van het dorp, dit symboliseert een groot deel van het wapen.
De hazewind verwijst naar een sage waarbij de hond het slapende leger van Van Arkel alarmeerde op twee vijandelijke spionnen die wilde weten met hoeveel zij waren. Daarmee redde de hond Acquoy en werd hij als eerbetoon opgenomen in het wapen.

## Verwante symbolen

Wapen van Acquoy
Het wapen van de familie Van Arkel en het Land van Arkel
Het wapen van de voormalige gemeente Arkel
Het wapen van Asperen
Het wapen van Leerbroek

Acquoy
· Beekbergen-Lieren
· Beemte Broekland
· Bemmel
· Bennekom
· Bredevoort
· Deil
· Doornenburg
· Ederveen
· Elden
· Emst
· Enspijk
· Epse
· Gameren
· Gellicum
· Groenlo
· Harskamp
· Herwijnen
· Heukelum
· Heveadorp
· Hoenderloo
· Kerkdriel
· Klarenbeek
· Kootwijkerbroek
· Laag-Keppel
· Lathum
· Leuvenum
· Loenen
· Loil
· Meteren
· Netterden
· Oosterhuizen
· Radio Kootwijk
· Rumpt
· Schaarsbergen
· Spijk
· Stroe
· Teuge
· Uddel
· Ugchelen
· Vaassen
· Vierhouten
· Voorthuizen
· Vredenburg/Kronenburg